# John Farnworth
John Farnworth (n. 18 ianuarie 1986, Longridge, Lancashire, Marea Britanie) este un freestyler englez, cunoscut pentru faptul că a bătut 2 recorduri mondiale în Singapore.

## Biografie
Farnworth s-a născut în Longridge dar a crescut în Preston, jucând la echipele de juniori ale lui Preston North End, fiind un suporter al lui Manchester United.
Bunicul său a jucat la Accrington Stanley, iar tatăl lui la Burnley.
La vârsta de 14 ani a citit cartea lui Simon Clifford, Learn to play the Brazilian Way (Învață să joci în stilul brazilian) și a renunțat la toate aspirațiile sale de fotbalist profesionist, alegând să fie un freestyler, intrând într-un club fondat de Clifford din Brazilian Soccer Schools (Școlile de Fotbal Braziliene), în Manchester.
Înainte de acest lucru, Farnworth a încercat să ajungă la academia lui Burnley FC, fosta echipă a tatăl lui său, dar l-au respins pe motivul că nu este pregătit să joace fotbal la nivelul respectiv, acesta alegând până la urmă freestyle-ul.
Vărul său Paddy evoluează la Manchester United și mulți spun că îl va înlocui pe Paul Scholes, care se va retrage în curând.

## Cariera
În 2004, Farnworth a fost invitat de către Mr. Woo la un concurs de freestyle, pe care l-a și câștigat. Doi ani mai apoi și-a învins maestrul și în același timp idolul, câștigând Masters of the Game (Maeștrii Jocului).
A apărut la poza de grup în uniforma lui Huddersfield Town pentru sezonul 2009-2010, alături de toți jucătorii echipei.